# La Ondo de Esperanto

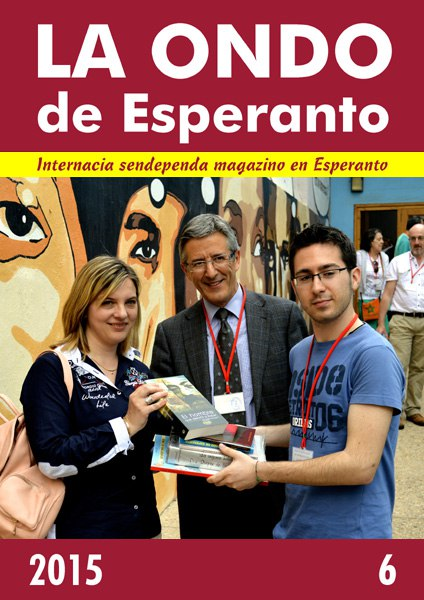
Copertina della sesta edizione del 2015

La Ondo de Esperanto (L'Onda dell'Esperanto) è un periodico illustrato in Esperanto pubblicato mensilmente nell'enclave del Mar Baltico russo di Kaliningrad (in precedenza Königsberg).
La pubblicazione eredita il suo nome  da una rivista con lo stesso titolo pubblicata dal 1909 al 1921 da Aleksandr Saĥarov. Dal suo revival nel 1991, sono state prodotte più di 120 edizioni. Ogni edizione possiede da 20 a 30 articoli — alcuni corti, altri più lunghi — sulle attività degli Esperantisti nel mondo. Un supplemento gratuito viene allegato all'edizione di dicembre di ogni anno. Le edizioni hanno mediamente 24 pagine in formato A4, con molte foto e illustrazioni.

## Rubriche periodiche
Nella "Tribuno", la popolare rubrica delle lettere dei lettori a La Ondo de Esperanto, si discute dei problemi attuali della Comunità Esperantista. Ogni edizione contiene  storie o poesia, alcune scritte direttamente nella lingua pianificata Esperanto, altre tradotte da varie altre lingue. In collaborazione con L'Unione Esperantista Europea, l'edizione di ogni mese include anche una copia dell'Eŭropa Bulteno (Bollettino europeo).
La rivista contiene articoli di notizie linguistiche e storiche e molte recensioni di musica e di letteratura in esperanto. Molti lettori apprezzano la sezione "Mozaiko" con i suoi quiz e concorsi oltre a piece umoristici e di lettura leggera. L'articolista Alen Kris e "Komitatano Z" (Il membro del comitato Z) commentano gli eventi del mondo esterno o all'interno del Mondo dell'Esperanto. Dal novembre 2004 la rivista ha iniziato una nuova rubrica sulle regioni autonome presenti all'interno degli stati nazionali, come la russa Ossezia settentrionale–Alania e la spagnola Catalogna.

## Contributi internazionali
Scrittori provenienti da molti paesi nel mondo contribuiscono regolarmente, inclusi William Auld, Osmo Buller, Renato Corsetti, Fernando de Diego, István Ertl, Paul Gubbins, Sten Johansson, Wolfgang Kirschstein, Lee Chong-Yeong, Ulrich Lins, Daniel Luez, Valentin Melnikov, Julian Modest, Gonçalo Neves, Sergio Pokrovskij, Anna Ritamäki, Ziko Marcus Sikosek (Ziko van Dijk), Giorgio Silfer e Walter Żelazny.

## Attività del Movimento Esperantista
Dal 1998 La Ondo de Esperanto ha supervisionato l'assegnazione del premio all'Esperantista dell'anno, ed ha aiutato a organizzare vari Incontri Esperantisti in Russia e nell'Europa dell'Est. La pubblicazione organizza anche competizioni annuali di fotografia e di letteratura. Il direttore Aleksander Korĵenkov e il l'editore Halina Gorecka visitano regolarmente vari paesi europei per tenere pubbliche conferenze.